# Grupo Editorial Scortecci
O Grupo Editorial Scortecci é uma editora brasileira fundada por João Scortecci em 1982 na cidade de São Paulo. Edita, imprime e comercializa obras literárias através dos selos Scortecci e o selo infantil Pingo de Letra. Também mantem a plataforma de autopublicação Fábrica de Livros. 
Suas publicações já receberam os prêmios: Jabuti, APCA, FBN, ABL e PEN Clube. 

## Histórico
Iniciou suas atividades em agosto de 1982, na Galeria Pinheiros (Rua Teodoro Sampaio, 1704) em São Paulo.
Foi a editora responsável pela publicação de 6 livros do escritor Caio Porfírio Carneiro. Foi finalista do Prêmio Jabuti (Câmara Brasileira do Livro), por mais seis vezes, nas categorias: Poesia, Contos e Reportagem.

## Prêmios
Ao longo de sua existência, a Scortecci foi laureada com os seguintes prêmios literários: 
- Prêmio Jabuti (1986)[3] e finalista por mais seis vezes (1998, 1999, 2002, 2008[4], 2009[5] e 2013[6]);
- Prêmio APCA, Melhor Livro do Ano (1990) e Autor Revelação (1992);
- Prêmio Machado de Assis - Fundação Biblioteca Nacional, categoria Melhor Romance (2007)[7];
- Prêmio Academia Brasileira de Letras, Melhor Livro de Poesias (2008)[8];
- Prêmio Literário Nacional PEN Clube do Brasil (2014).[9]

## Autores notáveis
- Francisco de Oliveira Carvalho
- Geraldo Pinto Rodrigues
- Idalina Azevedo da Silva
- Ilka Brunhilde Laurito
- Ítalo Anderson
- Izacyl Guimarães Ferreira
- Leonor Scliar-Cabral
- Lucília Junqueira de Almeida Prado
- Luiz Octavio de Lima
- Mônica Martins
- Paulo Sampaio
- Samuel Penido